# Krzysztof Grabowski

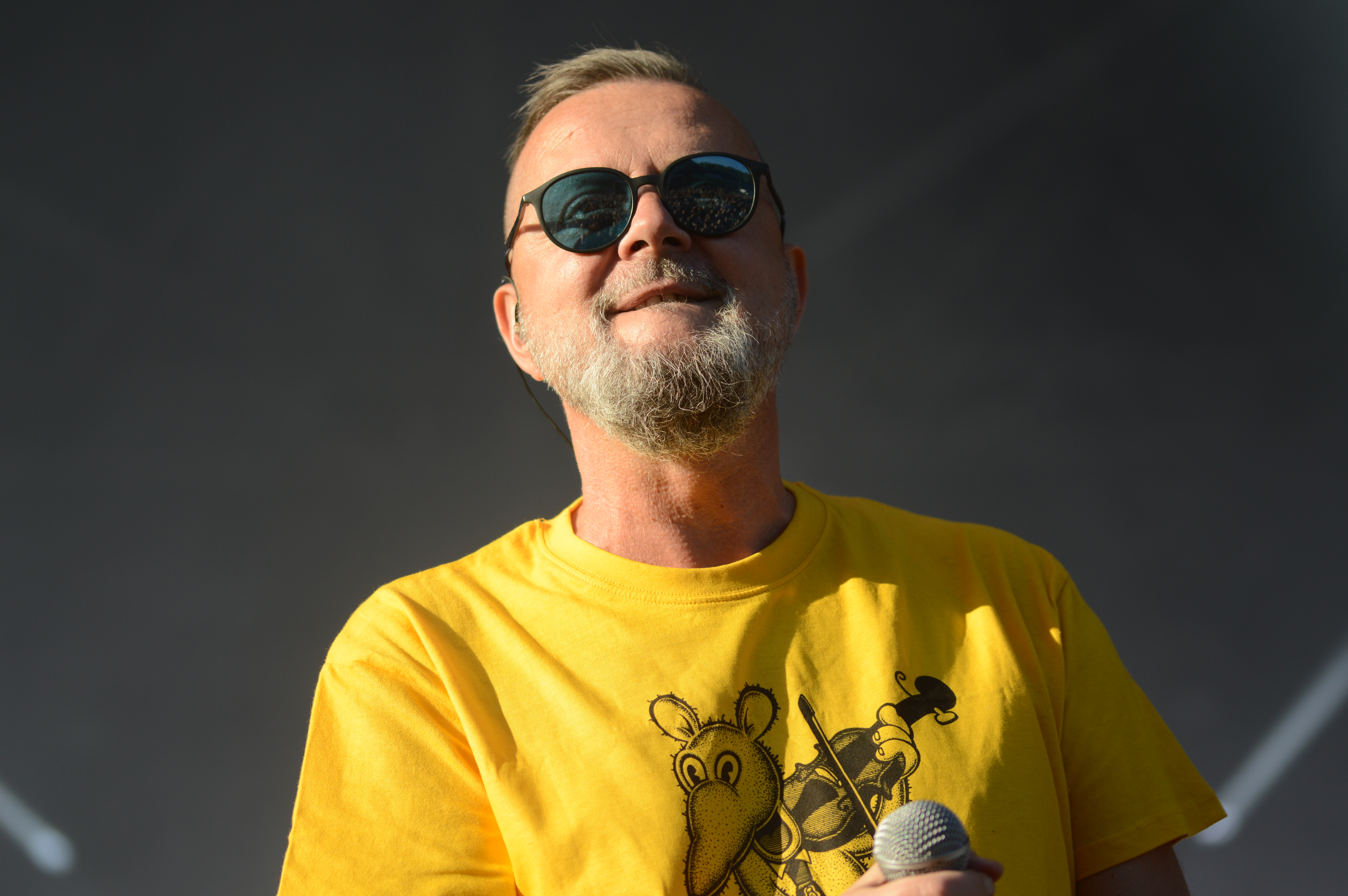
Grabowski 2023

Krzysztof Grabowski (* 13. März 1965 in Piła) ist Komponist, Sänger, Texter und Gitarrist der polnischen Bands Pidżama Porno und Strachy na Lachy.
Krzysztof Grabowski studierte Geschichte an der Adam-Mickiewicz-Universität in Posen. Er gründete Pidżama Porno 1987. Nach 20 Jahren gab die Gruppe 2007 bekannt, ihre Aktivitäten für unbestimmte Zeit ruhen zu lassen. Seit 2002 ist Grabowski auch mit Strachy na Lachy tätig. Zusätzlich sind mehrere Bücher mit seinen Texten erschienen. In Polen erhielt er 2008 den Paszport Polityki in der Kategorie Popmusik. Er ist dort auch unter dem Spitznamen „Grabaż“ bekannt, eine Verballhornung seines Nachnamens – der Spitzname ist lautgleich zu dem polnischen Wort für Totengräber („grabarz“).